# رادها بوديل
رادها بوديل (بالنيبالية: राधा पौडेल)‏ ممرضة وناشطة وكاتبة نيبالية. فازت بجائزة مادان بوراسكار المرموقة عن مذكراتها خلنجامة الهملة. عملت بنشاط لزيادة الوعي في مختلف القضايا المتعلقة بالمرأة.

## الحياة الشخصية
ولدت في 29 ديسمبر 1973 في مانغالبور وترعرعت في جوريجانج، شيتوان، نيبال. وهي الابنة الرابعة للراحل السيدة جانجا مايا والسيد ديفي براساد بوديل. أشعلت النار في محرقة جثة والدتها عام 2009. أعلنت التبرع بعينيها عام 1999 وجسدها لكليات الطب عام 2016.

## المهنة
شجعتها تجارب طفولتها مع التمييز وسوء المعاملة والعنف على التحدث لدعم العدالة بين الجنسين من خلال منصبها كناشطة إنسانية وممرضة وكاتبة. لقد نجت من سنوات من تقييد الدورة الشهرية وسوء المعاملة والعنف والحرب. لقد كرست وقتها لتكون صوتًا لأولئك الذين تم إسكاتهم طوال حياتهم، وخاصة الفتيات والنساء في نيبال. توظف رادها بوديل العناصر الثلاثة (التعليم والتمكين والتحرير) بشكل واضح من خلال عملها.
استخدمت المشكلات التي واجهتها شخصيًا لمساعدة الآخرين الذين يمرون بتجارب مماثلة. أجرت دراسة وقادت الحملة ضد التحرش الجنسي في وسائل النقل العام في عام 2011. شاركت بشكل مكثف وقادت المتطوعين خلال الزلزال المدمر عام 2015 وقادت حركة ضد الاعتداء الجنسي في جامعة تريبهوفان 2011. سافرت إلى المناطق حول نيبال الأكثر تضررًا من حصار الحدود لمدة ستة أشهر في 2015/2016 وبدأت حملة من أجل حوار هادف من أجل السلام في لالباندي وسارلاهي وسابتاري ودانوسا وبارسا وشيتوان وكاتماندو وشاركت باستمرار في أعمال الإغاثة لتكرار الفيضانات.